# Husryss
Husryss eller husrysse (finska: kotiryssä) var en populär beteckning för sovjetiska diplomater eller påverkansagenter som i Finland odlade långvariga privata och personliga kontakter med finländska befattningshavare och journalister under kalla kriget och finlandiseringstiden. Som den egentlige upphovsmannen till systemet utpekas KGB-officeren Viktor Vladimirov (1922–1995), som var stationerad i Helsingfors 1955–1960, 1970–1971 och 1977–1984. Genom sin husryss kunde finländare i offentlig ställning få direktkontakt med det sovjetiska kommunistpartiet och dess centralkommitté och demonstrera en fördomsfri inställning till det östra grannlandet och dess regim.
Termen förekom i tryck för första gången i den omskrivna debattboken Tamminiemen pesänjakajat från 1981. Ordet är avledd av den finlandssvenska etnofaulismen rysse, liksom finska kotiryssä från ryssä.
Förr i tiden betydde i synnerhet den finska termen även ryska emigranter eller överhuvudtaget människor med kunskaper i ryska språket i Finland.